# Де ла Нёвилль, Фуа
Фуа де ла Нёвилль (фр. Foy de la Neufville, ум. около 1699) — французский дипломат, посетивший в 1689 году в Москве и опубликовавший в 1698 году в Париже «Любопытное и новое известие о Московии» — ценный источник по истории России конца XVII века. В книге описаны Стрелецкое восстание 1682 года, крымские походы В. В. Голицына и отношения России с Китаем в связи с посольством Николая Спафария.

## Биография
Современные исследователи не располагают точными сведениями не только о времени и месте рождения Нёвилля, но и о его образовании. По некоторым данным, он был выходцем из семьи парижских чиновников, предки которых происходили из городской буржуазии Бове. В 1687 году в своём письме он называл себя «Бартелеми-Ивом Фуа, сеньором де ла Нёвиллем», а также «экюйе, камер-юнкером и чрезвычайным послом польского двора в Италии». Однако установлено, что человек с подобным именем, служивший сначала адвокатом Парижского парламента, а затем лейтенант-генералом королевской гвардии, умер ещё в 1670-х годах. Не вызывает лишь сомнений, что принадлежавший к «дворянству мантии» Нёвилль знаком был с отцом польской королевы Марии Казимиры (Марысеньки) — генералом и кардиналом Лагранжем д’Аркьеном, и это позволило ему поступить на службу к Яну Собескому, который направлял его с дипломатическими поручениями в Турин, Венецию и Лондон.
В записках французского дипломата Франсуа Полина Далерака, познакомившегося с Нёвиллем в Польше в середине 1680-х и назвавшим его «дворецким брата короля», который «был достаточно образован и воспитан, знал свет, дворы, церемониал и интересы монархов, которые специально изучал», также сообщается, что он находился к тому времени при польском королевском дворе «тринадцать или четырнадцать лет» и «был послан к нескольким иностранным дворам, где заставлял видеть в себе не просто курьера, а человека с достоинством». В то же время, в донесении родственника королевы Марысеньки маркиза де Бетюна государственному секретарю по иностранным делам Шарлю Кольберу от 19 января 1686 года упоминается «некто по имени де ла Нёвилль, человек очень поверхностный», который «утомил их королевские Величества, добиваясь своего назначения резидентом во Францию, на что они не дали согласия, несмотря на представления маркиза д’Аркьена, которые он делал польской королеве».
В апреле 1686 году Нёвилль направлен был чрезвычайным посланником к савойскому герцогу Виктору Амадею II с целью добиться от него военной помощи для войны с турками, а затем был принят венецианским дожем Маркантонио Джустиниани, нашедшим его, по воспоминаниям Долерака, всего лишь «любопытным путешественником». Несмотря на явную неудачу последней миссии, в 1688 году Нёвилль был послан Яном Собеским к английскому королю Якову II Стюарту для поздравлений по случаю рождения наследника. Успешно выполнив поручение польского монарха, он возвратился во Францию из-за начавшейся в Англии Славной революции, где назван был вышеназванным Кольбером уже «виконтом и посланником польского короля», после чего отправился в Варшаву.
С августа по декабрь 1689 года Нёвилль пребывал в Москве, вероятно, в качестве представителя польской короны, но явно под чужим именем. Во всяком случае, следов пребывания его в российских архивах обнаружить не удалось. Как следует из вводного слова к его запискам, маркиз де Бетюн предложил ему проследовать в Москву с целью сбора данных о переговорах России со Швецией и Бранденбургом. Предполагается также, что французский дворянин был тесно связан с руководством ордена иезуитов, куда рапортовал о собранных сведениях. Информаторами его являлись не только русские государственные деятели вроде князя Василия Голицына и смоленского воеводы Ивана Мусина-Пушкина, но и члены иностранных дипломатических миссий в Москве, жители Немецкой слободы, а также влиятельные служилые иноземцы-католики, включая шотландских генералов Патрика Гордона и Пола Мензиса.
В следующем 1690 году Нёвилль был послан маркизом де Бетюном сначала в Карлсбад с формальным поручением выразить соболезнования герцогу Ганновера Эрнсту Августу по поводу смерти его сына, в реальности выполняя, возможно, шпионские поручения в связи с войной Аугсбургской лиги, а затем посетил Париж, для выражения опять таки соболезнований Людовику XIV в связи со смертью 20 апреля супруги наследника дофины Марии-Анны-Виктории Баварской. В январе 1691 года он побывал в Гамбурге для подписания секретного договора с герцогом Эрнстом Августом о нейтралитете, а в следующем году получил официальный титул посланника польского короля во Франции.
Последнее упоминание о Нёвилле содержится в послании представителя Ганзы в Париже Кристофа Броссо, датируемом 28 января 1695 года, где говорится о том, что бывший польский дипломат занимался во французской столице отправкой ценных товаров к Варшавскому двору. В письме немецкого учёного Лейбница шведскому дипломату Юхану Спарвенфельдту от 7 апреля 1699 года о Нёвилле сообщается уже в прошедшем времени, и это заставляет предполагать, что незадолго до этого последний умер.

## Записки Нёвилля
Помимо первого печатного издания «Любопытного и нового известия о Московии» (фр. Relation curieuse, et nouvelle de Moscovie), или «Записок о Московии», увидевших свет в Париже в 1698 году, известны два рукописных списка из Нижнесаксонской земельной библиотеки в Ганновере, сохранивших первоначальную редакцию текста, а также список из Национальной библиотеки Франции в Париже, заключающий в себе редакцию окончательную.
Публикация «Записок», едко характеризовавших многие «варварские» обычаи московитов, была приурочена к Великому посольству, однако негативно воспринята его членами в качестве «антипетровского памфлета», способного повредить успеху этой миссии. Амстердамский бургомистр Николаас Витсен писал Лейбницу, что «господин де ла Нёвилль был очень плохо осведомлён о многом, и московские послы жаловались на это мне и другим». Тем не менее, уже в 1699 году записки были сначала изданы на голландском языке в Гааге, а затем переведены на английский Эдвардом Кастлом и опубликованы в Лондоне под заглавием «An account of Muscovy, as it was inthe year 1689». «Книга вояж Нивстадов в Москву на галанском языке в осмушку» занесена в инвентарь библиотеки одного из действующих лиц записок — А. А. Матвеева (ум. 1728).
В 1713 году учёный аббат-библиофил Ленгле де Френуа охарактеризовал «Записки» Нёвилля как компиляцию из более ранних записок и устных рассказов дипломатов и путешественников, составленную «не выходя из кабинета» плодовитым теологом-литератором и библиографом Адрианом Байе (ум. 1706), действительно родившимся в Нёвилле близ Бове и издавшим там в 1694 году свою «Историю Голландии», однако имевшим духовный сан и в России никогда не бывавшим. В силу этого «Записки» долгое время рассматривались как труд недостоверный и не принимались историками всерьёз. Однако уже современник Френуа адвокат Парижского парламента Матье Маре в письме президенту парламента Дижона Буйе от 11 марта 1725 года называет утверждения аббата «нелепостью», указывая, что автором записок являлся «Фуа де ла Нёвилль, родом из Бове, который был одним из самых видных путешественников и дипломатов, которых мне только случалось видеть». В защиту Нёвилля высказался и Вольтер, который использовал «Записки» при работе над историей Петра Великого.
Лишь в XIX столетии, с развитием исторической библиографии и источниковедения, доверие к «Любопытным и новым известиям о Московии» со стороны учёного мира понемногу стало возвращаться. Так, библиотекарь Наполеона Бонапарта Антуан Барбье безоговорочно называл их автором «Фуа де ла Нёвилля, посланного с поручением в Московию французским правительством», а русский историк М. А. Корф включил их в рекомендательный список литературы, составленный для своего лицейского товарища А. С. Пушкина, работавшего над «Историей Петра Великого». В то же время, автор «Критико-литературного обозрения путешественников по России» (1864) Ф. П. Аделунг, допуская в принципе существование Нёвилля, автором записок называл Байе. Полемизируя с Аделунгом, Н. Г. Устрялов и М. П. Погодин высказывали сомнения в использовании последним псевдонима, справедливо отмечая ценность наблюдений реально существовавшего Нёвилля как очевидца.
Определённую точку в многолетних спорах об авторстве записок подвела их публикация в журнале «Русская старина», подготовленная в 1891 году историком и библиографом А. И. Браудо, тщательно изучившим переписку современников и дипломатические документы по французско-польским отношениям. Выводы Браудо подкреплены были в XX столетии исследованиями немецкого историка Фердинанда Грёнебаума, опубликовавшего в 1968 году мемуары вышеназванного Долерака, а также разысканиями английского слависта Изабель де Мадарьяга, обнаружившей упоминания о Нёвилле в английских газетах, дипломатических архивах и дневнике польского шляхтича Казимира Сарнецкого (1691—1696).
Первое неполное русское издание записок Нёвилля осуществлено было с английского их перевода и вышло в 1841 году в Санкт-Петербурге в журнале «Русский вестник». Вышеназванная полная публикация А. И. Браудо 1891 года также содержала ряд неточностей. Поэтому в начале 1990-х годов ассистентом кафедры источниковедения Санкт-Петербургского университета А. С. Лавровым подготовлен был их новый русский перевод, увидевший свет в 1996 году вместе с оригинальным текстом и сопроводительной статьёй в неоконченной серии «Россия и российское общество глазами иностранцев».
Комментированный английский перевод записок опубликован в 1994 году издательством Лондонского университета под редакцией видного британского историка-русиста Линдси Хьюз. Новейшее англоязычное издание выпущено в 2003 году международным издательским домом «Routledge» в сборнике «Early exploration of Russia», под редакцией американского историка-русиста Маршалла По.

## В литературе
- Один из персонажей исторического романа А. Н. Толстого «Пётр Первый».
- Р. Р. Гордин, роман «Игра судьбы» (2001).

## Издания
- Любопытные и новые известия о Московии, 1689 года // Русский вестник. — Том 3. — СПб., 1841. — С. 596—614.
- Записки де ла Невилля о Московии 1689 г. / Пер. с англ. А. И. Браудо // Русская старина. — 1891. — № 71. — С. 419—450; — № 72. — С. 241—281.
- Де ла Невилль. Любопытные и новые известия о Московии / Пер. А. И. Браудо // Россия XV—XVII веков глазами иностранцев / Под ред. Ю. А. Лимонова. — Л.: Лениздат, 1986. — С. 471—529. — (Библиотека «Страницы истории Отечества»).
- Де ла Невилль. Записки о Московии / Пред., подг. текста, пер. с франц. и комм. А. С. Лаврова. — М.; Долгопрудный: Аллегро-пресс, 1996. — 304 с. — (Россия и российское общество глазами иностранцев. XV—XIX вв.). — ISBN 5-87859-013-1.